# Gaston Durville
Pour les articles homonymes, voir Durville.
Gaston Durville (Paris 3e, 25 janvier 1887 - Villers-sur-Mer, 28 août 1971) est un médecin français qui fut un des initiateurs du naturisme en France pendant l’entre-deux-guerres.

## Biographie
Gaston Durville est le fils de l’occultiste Hector Durville. En 1911, il soutient sa thèse intitulée « Étude étiologique de l’hypnose », mais rapidement s’oriente vers le naturisme et l’hygiénisme. Avant 1914, il crée un Institut de médecine naturelle rue Cimarosa (Paris XVIe). Il crée la revue La Vie Sage en 1924. Avec son frère André Durville, il fonde la Société naturiste en 1927. Puis, tous deux créent le camp naturiste de Physiopolis sur l’île du Platais à Villennes-sur-Seine (région parisienne) en 1928.
En 1932, avec son frère, ils créent le domaine naturiste d’Héliopolis sur l'île du Levant (une des îles d’Hyères), qu'ils découvrent en 1930. Il s'agit d'une ancienne colonie agricole pénitentiaire privée pour enfants (1857 à 1876), au large du département du Var,.
Il a un fils, médecin lui aussi, Jacques Durville (1918-1994).

## Œuvre
- L’Art de vivre longtemps ;
- La cuisine saine, ce qu'il faut manger pour conserver sa santé et pour se guérir, avec André Durville, 3e éd., Paris, Ed. de "Naturisme", 1934 ;
- L’art d'être heureux, éducation des facultés supérieures de l'esprit, avec André Durville ;
- La cure mentale. Pour guérir les maladies sans médicaments, par l'emploi raisonné des forces naturelles qui sont en nous, avec André Durville, Paris, éditions de l'Institut naturiste, 1930, 253 pages ;
- L'art de devenir énergique. Education des Facultés Inférieures de l'Esprit, avec André Durville, Paris, Éditions de l'Institut de médecine naturiste, 101 pages ;
- La cure végétale. La médecine pour tous par les plantes (67 dessins de Louis Méry), avec André Durville, Paris, Editions de Naturisme, 317 pages ;
- Le Kybalion - Etude sur la philosophie hermétique de l'Ancienne Egypte et de l'Ancienne Grèce par trois initiés (traduit de l'anglais) ;
- Les Maladies sexuelles, Paris, éditeur Henri Durville, 1921 ;
- Les Maladies de la circulation, Paris, éditeur Henri Durville, 1921 ;
- La Cure naturiste, Paris, éditeur Henri Durville, 1921.